# Richard Wyot
Richard Wyot MA (também Wyott) (falecido em 1463) foi um cónego de Windsor de 1436 a 1449 e Arquidiácono de Middlesex de 1443 a 1463.

## Carreira
Ele foi nomeado:
- Prebendário de Empringham na Catedral de Lincoln 1432
- Reitor de Bainton, East Yorkshire 1433
- Reitor de Huggate, East Yorkshire 1434-1443
- Decano da Capela de Humphrey de Lancaster, 1º Duque de Gloucester
- Arquidiácono de Middlesex 1443
- Prebendário de Brondesbury na Catedral de São Paulo, 1444-1449
- Reitor da Cevada, Hertfordshire 1454

Ele foi nomeado para a quinta bancada na Capela de São Jorge, Castelo de Windsor, em 1436, posição que ocupou até 1459.